# Додза
До̀дза или Доца (на италиански: Dozza, на местен диалект Dòza) е село и община в северна Италия, провинция Болоня, регион Емилия-Романя. Разположено е на 190 m надморска височина. Населението на общината е 6516 души (към 2010 г.).
Административен център на общината е селото Додза, а най-голямото селище е градчето Тосканела (Toscanella).

## Културни събития
От 1965 година в Доца се провежда биенале на стенната живопис. Голяма част от фасадите на къщите са украсени с картини от художници от различни страни.